# Olga Svendsen
Olga Emilie Svendsen (født 22. februar 1883 i København, død 22. oktober 1942 smst) var en dansk sangerinde og skuespillerinde. Hun er mor til Elga Olga Svendsen.
Olga Svendsen voksede op i Kastellet i København som datter af en stabssergent. Hun debuterede i 1903 på Dagmarteatret og spillede derefter i nogle år på forskellige provinsscener. I 1907 kom hun til Sønderbros Teater, hvor hun fik sit gennembrud som revyskuespillerinde.
Hun medvirkede i en række stumfilm og opnåede i årenes løb stor succes i Scala-revyerne, i danske filmlystspil og i Cirkusrevyen, hvor hun optrådte indtil kort før sin død.

## Udvalgt filmografi
Blandt de talefilm, hun medvirkede i, kan nævnes:
- Han, hun og Hamlet (1932)
- Vask, videnskab og velvære (1933)
- Med fuld musik (1933)
- Københavnere (1933)
- Den ny husassistent (1933)
- Kidnapped (1935)
- Provinsen kalder (1935)
- Bag Københavns kulisser (1935)
- Sjette trækning (1936)
- Snushanerne (1936)